# Brachygalea
Brachygalea là một chi bướm đêm thuộc họ Noctuidae.

## Các loài
- Brachygalea albolineata (Blachier, 1905)
- Brachygalea kalchbergi (Staudinger, 1892)